# Sebastião José de Carvalho e Melo
Sebastião José de Carvalho e Melo, Marquês de Pombal e Conde de Oeiras (Sernancelhe, 13 de maio de 1699 – Pombal, 8 de maio de 1782) foi um nobre, diplomata e estadista português. Foi secretário de Estado do Reino durante o reinado de D. José I (1750-1777), sendo considerado, ainda hoje, uma das figuras mais controversas e carismáticas da História Portuguesa.
Representante do despotismo esclarecido em Portugal no século XVIII, viveu num período da história marcado pelo iluminismo. Iniciou com esse intuito várias reformas administrativas, económicas e sociais. Proibiu a importação de escravos negros em Portugal Continental a 12 de fevereiro de 1761 preferindo fomentar o comércio de escravos para o Brasil,  e acabou com a discriminação dos cristãos-novos, apesar de não ter extinguido oficialmente a Inquisição portuguesa, que foi colocada sob autoridade régia e esteve em vigor "de jure" até 1821. Por outro lado, criou a Real Mesa Censória em 1768, com o objetivo de transferir, na totalidade, para o Estado a fiscalização das obras que se pretendessem publicar ou divulgar no Reino, o que até então estava a cargo do Tribunal do Santo Ofício.
Durante o reinado de D. João V foi embaixador nas cortes do Reino da Grã-Bretanha, em Londres, Inglaterra, e do Sacro Império Romano-Germânico, em Viena, Arquiducado da Áustria.
A sua administração ficou marcada por duas contrariedades célebres: o primeiro foi o Terramoto de Lisboa de 1755, um desafio que lhe conferiu o papel histórico de renovador arquitetónico da cidade. Pouco depois, o Processo dos Távoras, uma intriga com consequências dramáticas. Foi um dos principais responsáveis pela expulsão dos jesuítas de Portugal e das suas colónias.
O quadro "O Marquês de Pombal iluminando e reconstruindo Lisboa", assinado conjuntamente por Louis-Michel van Loo (1707-1771) e Claude-Joseph Vernet (1714-1789), dois grandes pintores da sua época, representa o estadista, em 1759, no centro de uma cena de grande significado político e económico.

## Nascimento, família e juventude

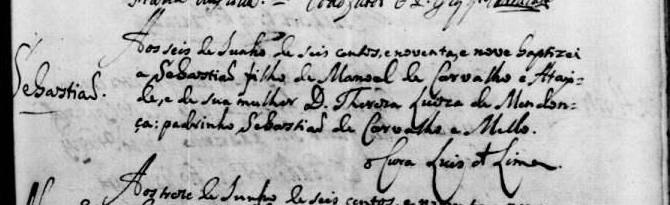
Assento de baptismo de Sebastião José de Carvalho e Melo, datado de 6 de junho de 1699. Paróquia de Mercês, Lisboa.

Sebastião José de Carvalho e Melo nasceu em 13 de maio de 1699 em Sernancelhe sendo batizado a 6 de Junho do dito ano, sita na Rua Formosa, em Lisboa, que pertencia à sua família, tendo como padrinho, Sebastião José de Carvalho e Melo, seu avô paterno. Filho de Manuel de Carvalho e Ataíde (Mercês (Lisboa), 26 de junho de 1676 – Mercês (Lisboa), 15 de março de 1720), fidalgo da província, com propriedade na região de Leiria e de sua mulher, D. Teresa Luísa de Mendonça e Melo (Santa Maria dos Olivais (Lisboa), batizada 7 de outubro de 1684 - ?), esta descendente de fidalgos estabelecidos no Brasil. Entre os ascendentes de sua mãe estão as famílias Albuquerque, Moura e Cavalcanti, sendo descendente por duas linhas, uma delas matrilineal, da índia brasileira tabajara Tindarena ou Tavira, batizada como Maria do Espírito Santo Arco Verde. Eram seus avós paternos Sebastião José de Carvalho e Melo (falecido em 19 de janeiro de 1719 na freguesia das Mercês) e D. Leonor Maria de Ataíde (falecida em 30 de novembro de 1720 na freguesia das Mercês), avós maternos João de Almada e Melo, senhor de Souto d'El Rei e Olivais e D. Maior Luísa de Mendonça. Sebastião foi o mais velho de doze irmãos, dos quais se destacam Paulo António de Carvalho e Mendonça (1702-1770) e Francisco Xavier de Mendonça Furtado (1701-1779), fiéis colaboradores do irmão. A sua mãe casaria no estado de viúva a 30 de junho de 1721, com Francisco Luís da Cunha de Ataíde (Mártires (Lisboa), bap. 4 de junho de 1668 - ?), viúvo de D. Josefa Leocádia Coutinho, falecida em 1719.
Apesar do berço nobre, a família não possuía grandes quantias de dinheiro. Na sua juventude estudou Direito, na Faculdade de Leis e na Faculdade de Cânones da Universidade de Coimbra, e serviu no exército durante um curto período. Quando se mudou para a capital, Sebastião de Carvalho era um homem turbulento.

## Casamentos
Quando era ainda apenas um fidalgo sem grandeza, aos 23 anos, em 16 de janeiro de 1723, Sebastião José, como lhe chamava a alta nobreza, sua inimiga, casou-se com uma viúva sem filhos e importante dama aristocrata, D. Teresa de Noronha e Bourbon Mendonça e Almada (Santos-o-Velho (Lisboa), 22 de setembro de 1687 – Mercês (Lisboa), 6 de fevereiro de 1739), de 35 anos, viúva de António de Mendonça Furtado, seu primo, falecido em 1718, filha de D. Bernardo de Noronha e de D. Maria Antónia de Almada, onze anos mais velha, senhora de Carvalhais e Ílhavo, sobrinha do conde de Arcos, o que criou a Sebastião de Carvalho problemas com a família da mulher. Tinha casado por arranjo da família, depois de um rapto consentido. Os pais da recém-formada família tornaram a vida do casal insustentável, pelo que se retiraram para as suas propriedades próximas de Pombal.
Em 1739 foi enviado a Londres como ministro plenipotenciário, e ali prestou relevantes serviços, mostrando grande energia e não vulgar inteligência, arrancando sobretudo ao ministério do duque de Newcastle muitas das isenções para os negociantes portugueses em Londres, que tinham em Lisboa os negociantes ingleses, e o reconhecimento do direito que tinham as autoridades portuguesas de punir os excessos praticados pelos capitães de navios ingleses em terras e costas de Portugal. Sebastião de Carvalho sofreu em Inglaterra o grande desgosto da morte de sua mulher, que faleceu em Lisboa a 6 de fevereiro, aos 51 anos, legando-lhe todos os bens da sua grande casa. Foi sepultada num jazigo subterrâneo da Igreja Paroquial de Nossa Senhora das Mercês.
Durante a sua carreira no estrangeiro e já viúvo, encontrou a mulher que lhe viria a dar sete filhos.
Foi em Viena que casou a 18 de dezembro de 1745 com Eleonore Ernestine Eva Wolfganga Gräfin von und zu Daun auf Sassenheim und Callaborn (Viena, Áustria, 2 de novembro de 1721 – Mercês, Lisboa, 3 de janeiro de 1789), ou simplesmente condessa de Daun, filha de Heinrich Reichard Lorenz, conde de Daun (1673-1729) e de Maria Violante Josepha von Boymont, condessa de Payrsberg (1692-1758).
Tiveram os seguintes filhos:
1. D. Teresa Violante Josefa Maria Eva Judite de Daun (Viena, Áustria, 10 de dezembro de 1746 – Lisboa, 26 de outubro de 1823), casada com D. António de São Paio Melo e Castro Moniz Torres de Lusignan, 1.º Conde de São Paio (1720-1803), de quem teve cinco filhos;
2. D. Henrique José Maria Adão Crisóstomo de Carvalho e Melo, 2.º marquês de Pombal (Viena, Áustria, 28 de janeiro de 1748 – Rio de Janeiro, Brasil, 26 de maio de 1812), casado com D. Maria Antónia de Menezes Rappach, deixando apenas descendência ilegítima, o título passa para o irmão mais novo; falecido no Brasil, em consequência das Invasões Francesas, foi sepultado no Convento de Santo António;[15]
3. D. Leonor Joana Maria Eva de Daun (Viena, Áustria, 7 de maio de 1749 – Mercês, Lisboa, 28 de abril de 1754), foi sepultada na Igreja Paroquial de Nossa Sr.ª das Mercês, em Lisboa, no jazigo de família;
4. D. Maria Francisca Xavier Eva Anselma de Carvalho e Daun (Mercês, Lisboa, 21 de abril de 1751 – São Jorge de Arroios, Lisboa, 7 de setembro de 1815), casada com D. Cristóvão Manoel de Vilhena, Tenente-General, Senhor da Zibreira, Alcaide-Mor de Alegrete, Morgado da Tapada da Cubeira e da Alcaparinha, Comendador de Pernes (1720-1797), de quem teve uma filha; foi sepultada num jazigo da família do marido, no Convento de Santo António dos Capuchos do Sobral (extinto), perto de Cachoeiras, Vila Franca de Xira;[13]
5. D. Mariana Xavier Ema Manuel de Daun (Mercês, Lisboa, 1 de janeiro de 1753 – Ajuda, Lisboa, 27 de outubro de 1754), foi sepultada na Igreja Paroquial de Nossa Sr.ª das Mercês, em Lisboa, no jazigo de família;
6. D. José Francisco Xavier Maria Adão Macário de Carvalho Melo e Daun, 3.º marquês de Pombal (Mercês, Lisboa, 1 de abril de 1754 – Santos-o-Velho, Lisboa, 2 de janeiro de 1821), casado com D. Isabel Juliana de Sousa Coutinho Paim (1753-1793), cujo casamento foi anulado (D. Isabel seria amante de D. Alexandre José de Sousa Holstein, com quem quis casar, sendo estes pais do 1.º Duque de Palmela) e com D. Francisca Maria de Paula do Pópulo Albuquerque da Silveira e Lorena (1754-1837), de quem teve três filhos; foi sepultado na Igreja Paroquial de Nossa Sr.ª das Mercês, em Lisboa, no jazigo da família;[15]
7. D. Maria Amália Eva de Carvalho e Daun (Ajuda, Lisboa, 15 de agosto de 1757 – Colares, Sintra, 16 de setembro de 1812), casada com D. João Vicente de Saldanha Oliveira e Sousa Juzarte Figueira, 1.º conde de Rio Maior, 16.° administrador do morgado de Oliveira, Val de Sobrados e Barcarena, e Quinta da Azinhaga (1746-1804), de quem teve doze filhos; foi sepultada no Convento de São Pedro de Alcântara, ao Bairro Alto.[13]

## A embaixada de Londres

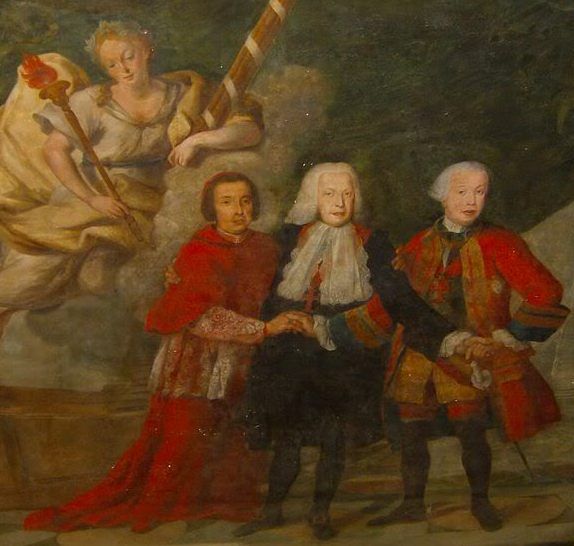
Sebastião José e os seus irmãos, o Cardeal Inquisidor e o Governador do Grão-Pará. (Pintura de Joana do Salitre, na sala da Concórdia do Palácio Marquês de Pombal, Oeiras)

Do tio paterno, Paulo de Carvalho, herdou o morgado constituído por bens em Oeiras e Sintra. Em 1733 foi nomeado Sócio da Real Academia Portuguesa da História. Também através do tio terá conhecido o cardeal D. João da Mota, primeiro-ministro, que o enviou para Londres para substituir, como embaixador, Marco António de Azevedo Coutinho, a quem tratava carinhosamente por tio nas cartas que trocavam (mas parece que seriam somente primos). Aí chegou em outubro de 1738 com 39 anos. Terá sido esta a fase que mais ajudou a formar o seu espírito reformador. A Grã-Bretanha era uma sociedade culta, progressiva e liberal, o oposto do obscuro Portugal. Na altura o idioma usado na diplomacia europeia era o francês, pelo que o embaixador nunca aprendeu inglês, socorrendo-se de intérpretes, como era habitual. Em 1739, com a Guerra da Orelha de Jenkins entre ingleses e espanhóis, logo seguida, em 1742, da Guerra da Sucessão Austríaca. Em ambas Portugal se manteve neutro e a Inglaterra participante ativo. Essa neutralidade não dava direito aos ingleses de usarem as águas portuguesas, mas a Inglaterra abusava e desrespeitava o reino português atacando aí os navios espanhóis. O embaixador português debalde apresentava as reclamações. A primeira função de Carvalho em Londres foi obter ajuda para as forças portuguesas na Índia, onde tinham perdido a ilha de Salsete. A Inglaterra não ajudou.
Em 1740, a Grã-Bretanha proibiu toda a exportação de trigo. Portugal foi afetado por esse corte no fornecimento e o embaixador português, mais uma vez, não conseguiu nada a favor de Portugal.
Uma das grandes pretensões de Portugal era a Colónia de Sacramento. Carvalho apresentou a Robert Walpole o pedido para que o rei britânico, como fiador do tratado de Utrecht, reconhecesse o direito de Portugal à colónia e que auxiliasse a expulsar os intrusos espanhóis. As constantes negativas e delongas nas respostas às suas solicitações e reclamações mostram a consideração que a Grã-Bretanha tinha por Portugal: uma dependência e não um aliado.
Face a isto, a opinião de Carvalho era que "o inglês imagina (…) que nasceu para ser senhor dos cabedais do mundo". Opinava também negativamente sobre o parlamentarismo britânico, preferindo adotar como modelos os estadistas franceses, nomeadamente Richelieu. Contudo reconhecia o espírito empreendedor britânico, a sua cobiça insaciável e a sua tenacidade no Oriente. A opinião negativa que tinha dos ingleses aplicava-se também aos inúmeros britânicos que viviam em Portugal. Considerava ele que os britânicos dominavam o comércio em Portugal, nomeadamente o do vinho, e que aqueles o falsificavam destruindo a fama do produto nacional. Eis os fundamentos da futura ideia da Companhia dos Vinhos. E também da sua preferência pelo comércio com as colónias portuguesas, pois considerava que Portugal poucos lucros obtinha com o comércio com o estrangeiro.
Foi em Londres que conheceu um ex-funcionário da Companhia da Índias de nome Cleland. Das suas conversas surgiu a ideia de uma companhia idêntica para os domínios portugueses. Mas uma companhia que necessitaria de muito capital, que teria um retorno periclitante, não poderia singrar sem alguma proteção ou privilégio. Eis o surgir da ideia de monopólio que mais tarde viria a usar em diversas situações.
Carvalho tinha grande preconceito contra os judeus. Considerava que estes usavam artifícios para extorquir dinheiro, passá-lo por Inglaterra a caminho da Holanda (para onde fugiram muitos judeus aquando da expulsão da Península Ibérica). Considerava ainda que estes tinham uma grande conspiração contra todos os países em que tinham sido perseguidos e a favor dos que os recebiam.
Concluindo, a função de Carvalho em Londres foi um fracasso: não conseguiu ajuda para Salsete, não conseguiu o reconhecimento em Sacramento, os marinheiros portugueses eram maltratados nos portos britânicos, Portugal não foi exceptuado à proibição de exportação do trigo e não havia igualdade comercial. Mas foi em Londres que germinaram as ideias e planos económicos mais tarde implementados.
Em 25 de setembro de 1745, deixou o seu posto em Londres.

## Missão a Viena

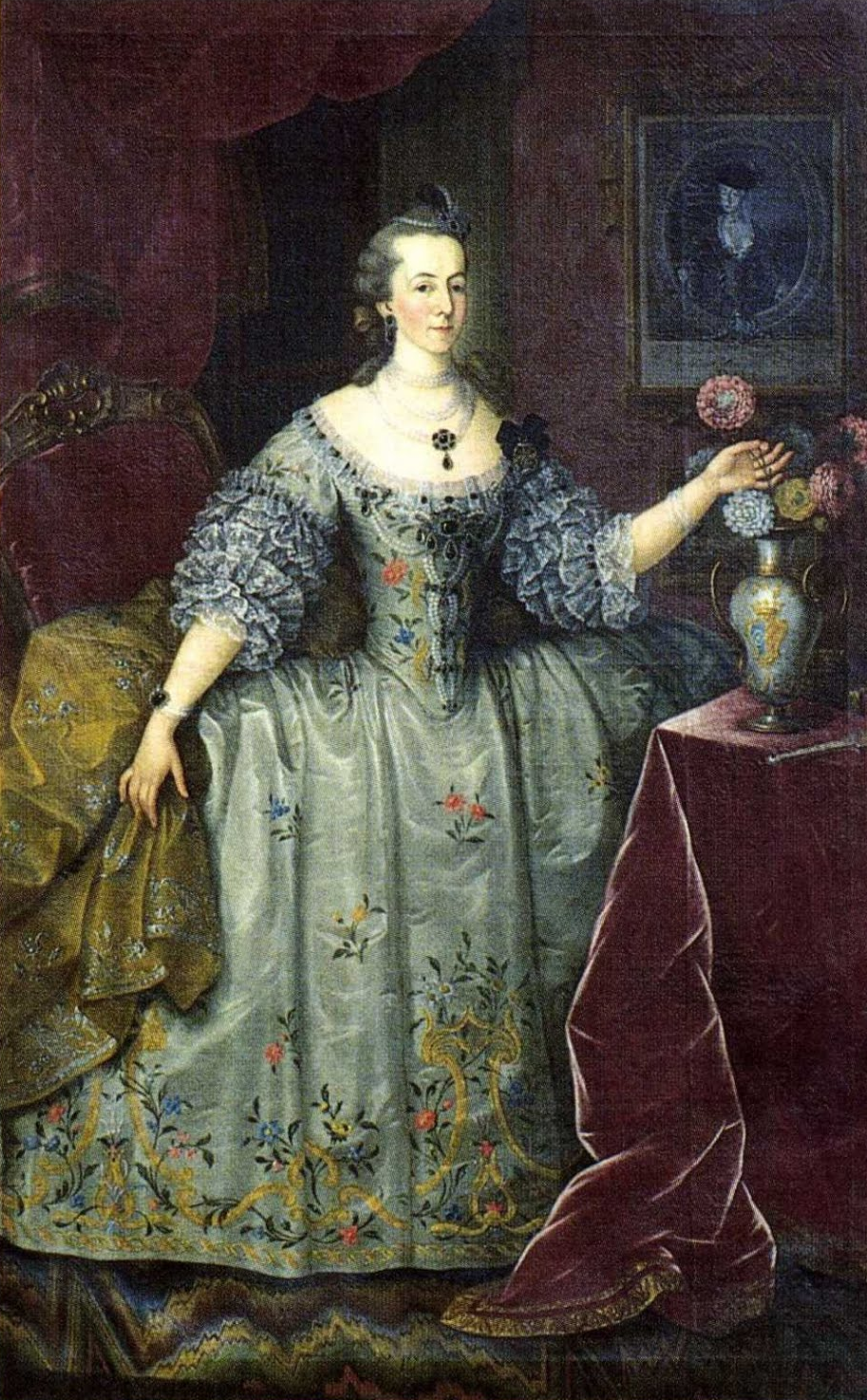
D. Leonor Ernestina de Daun.

Em 1745 foi transferido para Viena, Áustria. Nesta época Viena vivia a Guerra da Sucessão Austríaca em que se discutia o futuro do Sacro Império Romano-Germânico. Era arquiduquesa da Áustria D. Maria Teresa e Papa Bento XIV. Em Roma dividiam-se os partidos mas a maioria estava contra os intentos da rainha. Daí que esta quisesse colocar no Colégio dos Cardeais um seu defensor, o que aliás já estava combinado desde antes da morte do seu pai, Carlos VI. Agora a Santa Sé voltava atrás com a palavra, criando um problema diplomático. O embaixador português em Roma, Manuel Pereira de Sampaio, sugeriu ao Papa a mediação dos reis portugueses, tios da arquiduquesa austríaca (a rainha portuguesa D. Maria Ana de Áustria era irmã de Carlos VI). Não havendo na altura embaixador português em Viena, foi Sebastião José de Carvalho o escolhido, pese embora mantivesse a sua posição em Londres.
Carvalho viria a considerar esta atribuição um desterro e um presente envenenado. Considerava que era impossível a negociação e que o seu envio tinha só o intuito de o excluir da criação da Companhia para a Índia, que tinha projetado em Londres. Este projeto da Companhia teve de imediato oponentes e o primeiro-ministro, D. João da Mota, rejeitou-o por falta de meios financeiros.
Em dezembro de 1744, Carvalho saiu de Lisboa. Mas primeiro desembarcou novamente em Londres. Tinha que tratar de negócios da embaixada mas também de seguir o plano da Companhia da Índia que teimava em prosseguir.
Só em maio de 1745 é que seguiu para Viena. Esta demora impacientou os reis portugueses. Passou primeiro por Haia, depois por Hanover e só chegou a Viena em julho. Pouco depois, em 13 de Setembro de 1743, era eleito como Sacro Imperador o marido da rainha austríaca, Francisco Estêvão. Mantinha-se a questão do lugar no Colégio dos Cardeais, agravada com picardias. Em Viena a opinião era que na verdade não teria sido o Papa a propor a mediação portuguesa e que o enviado português não seria imparcial. Para piorar a situação de Carvalho, a carta do rei português à sua sobrinha apresentava-o não como ministro (embaixador), mas como emissário. Com isto, o enviado não tinha qualquer qualificação diplomática.
Aos 46 anos casa-se pela segunda vez, como já referido, desta feita com Leonor de Daun, dama da corte e filha de ilustre família austríaca.
Se Maria Teresa parecia ceder, Roma parecia inflexível. Carvalho convenceu-se que a sua missão era impossível e comunicou à rainha austríaca a sua partida para Londres. O governo português mostrou descontentamento com essa opção e obrigou-o a manter-se em Viena.

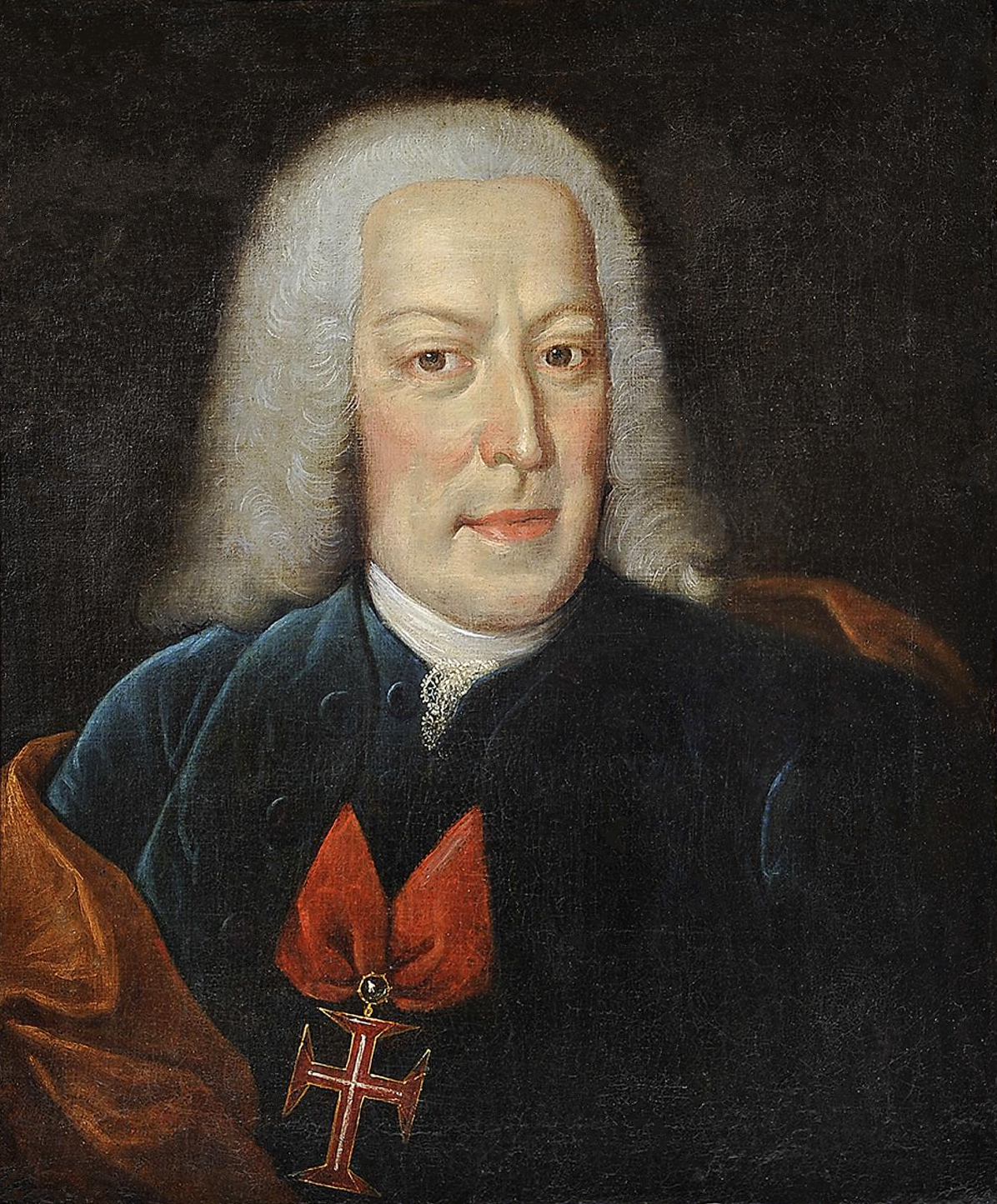
Retrato de Sebastião José de Carvalho e Melo (2.ª metade, séc XVIII), coleção privada.

A tarefa de Carvalho era complicada. Viena considerava a mediação portuguesa uma intromissão e Carvalho um defensor de Roma. Roma considerava-o incapaz de imparcialidade, ainda por cima agora casado com uma austríaca, e os cardeais sentiam-se despeitados pela decisão do Papa em ter aceite a intermediação portuguesa sem os consultar. Ou seja, nenhuma das cortes ansiava pelo sucesso de Carvalho. Em maio de 1746, Carvalho pediu a demissão da sua função que não foi aceite.
Em julho de 1746 parecia não mais ser necessária a mediação portuguesa já que Roma e Viena tinham encetado negociações diretas. Mas eis que faleceu Filipe V de Espanha e ascendeu ao trono o seu filho Fernando VI, genro de D. João V. Surgiu novamente a hipótese de uma intermediação portuguesa, desta feita para a guerra em geral. Para tal Carvalho é chamado à presença da imperatriz. Esta era um oportunidade de Portugal sobressair e melhorar as relações com Espanha. Finalmente as partes chegaram a acordo e se chegou à paz.
Só quando faleceu Filipe V de Espanha é que Carvalho foi verdadeiramente incumbido (a 18 de Outubro de 1746) de poderes para negociar e assinar acordos relativos à mediação, que só agora era reconhecida por Viena. Novo problema surgiu entretanto, agora relativo ao príncipe-eleitor de Mogúncia. Estas questões entre Viena e Roma arrastaram-se por mais dois anos até 1748. A contenda chegou ao fim com a ajuda de Carvalho e não mais havendo entre as duas coroas, terminou a função daquele em Viena.
Enquanto durou a batalha diplomática entre Viena e Roma, outra, de âmbito pessoal, decorria entre os ministros (embaixadores) portugueses das mesmas cidades: Carvalho e Manuel Pereira de Sampaio. Carvalho muito escreveu sobre o seu colega. Acusou-o de ambicionar um papel de relevo na mediação e de querer Carvalho como mero subalterno. Esta inimizade pode ter desfavorecido Carvalho junto do rei D. João V.
Durante a sua estadia em Viena, Carvalho teve problemas financeiros. O seu banqueiro aí era o barão Diogo de Aguilar (Jakob, Freiherr von Aguilar), judeu português foragido na Alemanha, por medo da fogueira. O socorro que este judeu lhe prestou, e outros já em Londres, é capaz de justificar a mudança de opinião de Carvalho sobre os mesmos e as atitudes que teve no futuro em seu benefício.
Em 1747 foi-lhe nomeado sucessor em Londres. Descontente com a notícia, que lhe travava os seus planos da Companhia da Índia, não ajudou minimamente o sucessor. Em 1749 chegou a Portugal, mas enquanto viveu D. João V, não conseguiu nova função. Alguns autores acreditam ter sido neste período que aderiu à Maçonaria.
O rei morreu no ano seguinte e, de acordo com uma recomendação da rainha-mãe, o novo rei D. José I nomeou Sebastião José como ministro dos Negócios Estrangeiros. Ao contrário do pai, D. José foi-lhe muito benévolo e confiou-lhe gradualmente o controle do Estado.

## Secretário de Estado do Reino

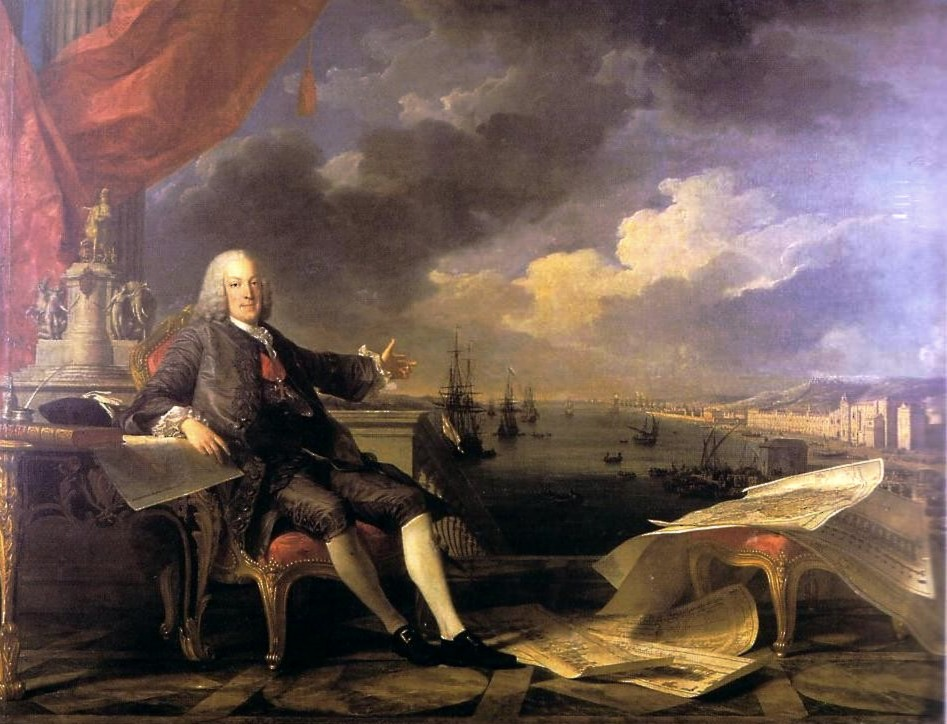
Retrato do Marquês de Pombal (1766), por Louis-Michel van Loo e Claude Joseph Vernet.

Em 1755, Sebastião de Melo já era secretário de Estado dos Negócios Estrangeiros e da Guerra, cargo homólogo ao atual primeiro-ministro.

### Características gerais
Governou com mão de ferro, impondo a lei a todas as classes, desde os mais pobres até à alta nobreza. Impressionado pelo sucesso económico inglês, tentou implementar medidas que incutissem um sentido semelhante à economia portuguesa. Procurou fortalecer o poder real a fim de torná-lo de fato o executor de uma política capaz de capitalizar os sectores produtivos, e propiciar o desenvolvimento manufatureiro, terminando com a fragmentação e o loteamento do aparelho do Estado.
Acreditava que suas ações de poder seriam norteadas pela razão humana, capaz de tudo ordenar, inclusive a organização do Estado e da sociedade. Por esse motivo, acreditava que qualquer elemento que fosse obstáculo ao "poder da razão ilustrada", seria desagregador e, portanto, desprovido de toda e qualquer legitimidade. Nesse contexto, os “interesses nacionais”, racionalmente entendidos, deveriam nortear toda ação política e, consequentemente, também económica e social.
Esse tipo de pensamento gerou tensões e descontentamentos, principalmente nos sectores mais tradicionais da sociedade portuguesa, tanto leiga, quanto religiosa. Quando encontrava resistência, o Marquês de Pombal não hesitava em agir com firmeza, e até mesmo com o uso da violência, contra os sectores mais tradicionais da sociedade portuguesa no sentido de erradicar qualquer força política que pudesse colocar entraves ao alcance dos seus objetivos reformadores.

### Realizações
A região demarcada para a produção do vinho do Porto, a primeira região a assegurar a qualidade dos seus vinhos, data da sua governação. Em sua gestão, Pombal pôs em prática um vasto programa de reformas, cujo objetivo era racionalizar a administração sem enfraquecer o poder real. Para atingir essa meta, o ministro incorporou as novas ideias divulgadas na Europa pelos iluministas, mas ao mesmo tempo conservou aspectos do absolutismo e da política mercantilista.
O Marquês de Pombal foi a figura-chave do governo português entre 1750 e 1777. Sua gestão foi um perfeito exemplo de despotismo esclarecido, forma de governo que combinava a monarquia absolutista com o racionalismo iluminista.
Uma notável realização de Pombal foi a fundação, em 1774, da Vila Real de Santo António, próxima à foz do rio Guadiana, no sul de Portugal.
Em Fevereiro de 1761, no reinado de D.José I, proibiu a importação de escravos em Portugal Continental e na Índia, não por razões humanitárias, que eram estranhas â sua natureza, mas por serem mão de obra necessária no Brasil. Ao mesmo tempo estimulou o comércio de escravos negros ("as peças", nos termos daquele tempo) para aquela colónia, tendo sido fundadas, com o apoio e envolvimento direto do Marquês de Pombal, duas companhias — a Companhia do Grão-Pará e Maranhão e a Companhia Geral de Pernambuco e Paraíba — cuja atividade principal era precisamente o tráfico de escravos, na maioria africanos, para terras brasileiras. Na lista de acionistas das duas companhias contavam-se , além do Marquês, muitos nobres e clérigos. Entre 1757 e 1777, foram importados um total de 25 365 escravos negros para o Pará e Maranhão, vindos dos portos oeste-africanos.
Reorganizou o exército e a marinha, reestruturou a Universidade de Coimbra acabando com a discriminação dos "cristãos novos" (pelo menos em parte), contratando prestigiados professores estrangeiros e equipando-a com aparelhos científicos modernos. Apesar dessa reestruturação da Universidade de Coimbra o número de alunos universitários baixa de 4 500 para apenas 500 devido ao desastre educacional que resultou das reformas do Marquês no ensino não universitário. Mas uma das mais importantes reformas foi nos campos das economias e finanças, com a criação de companhias e associações corporativas que regulavam a actividade comercial, assim como a reforma do sistema fiscal.
Todas estas reformas granjearam-lhe a inimizade das altas classes sociais, em especial da nobreza, apelidando-o "novo rico".

## O terremoto de 1755

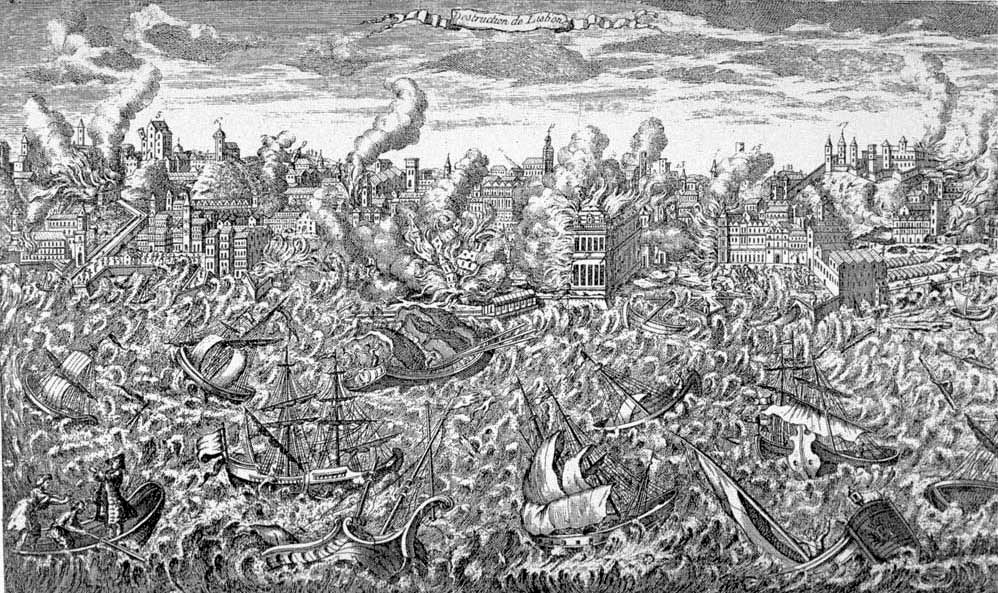
Representação do Sismo de Lisboa (Museu da Cidade, Lisboa).

O desastre abateu-se sobre Portugal na manhã do dia 1 de novembro (dia de Todos os Santos) de 1755. Nesta data, Lisboa foi abalada por um violento tremor de terra, com uma amplitude que em tempos atuais é estimada em cerca de nove pontos na escala de Richter. A cidade foi devastada pelo tremor de terra, pelo maremoto e ainda pelos incêndios que se seguiram.
Sebastião de Carvalho sobreviveu por sorte, mas não se impressionou. Imediatamente tratou da reconstrução da cidade, de acordo com a famosa frase: "E agora? Enterram-se os mortos e cuidam-se os vivos". Apesar da calamidade, Lisboa não foi afetada por epidemias e menos de um ano depois já se encontrava parcialmente reconstruída. Esta recuperação rápida pode ser atribuída à resposta rápida por parte do Marquês de Pombal a decretar várias "Providências" com o âmbito de estabilizar a situação e socorrer os habitantes de Lisboa.
A baixa da cidade foi redesenhada por um grupo de arquitetos e engenheiros, com a orientação expressa de resistir a terramotos subsequentes. Foram construídos modelos para testes, nos quais os terramotos foram simulados pelo marchar de tropas. Nesta altura, e pela orientação do Marquês do Pombal, teve início o modelo de construção de edifícios num sistema denominado de "gaiola", em que todas as obras eram edificadas a partir de uma estrutura de madeira, semelhante a uma gaiola. A partir deste período, todos os edifícios eram obrigados a respeitar esta norma, com o fim de tornar as construções resistentes aos terramotos, devido à sua flexibilidade.[carece de fontes?]
Os edifícios e praças da Baixa Pombalina de Lisboa ainda prevalecem, sendo uma das atrações turísticas de Lisboa, construídos sob a assinatura do Marquês de Pombal.
Sebastião de Melo fez também uma importante contribuição para a sismologia: elaborou um inquérito enviado a todas as paróquias do país. Exemplos de questões aí incluídas: os cães e outros animais comportaram-se de forma estranha antes do evento?; O nível da água dos poços subiu ou desceu?; Quantos edifícios foram destruídos? Estas questões permitiram aos cientistas portugueses a reconstrução do evento e marcaram o nascimento da sismologia enquanto ciência.

## O processo dos Távoras

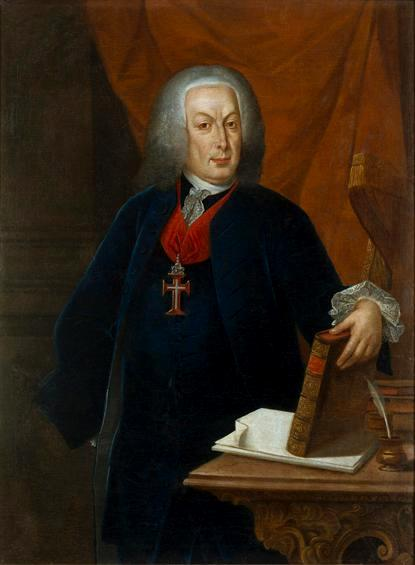
Retrato do Marquês de Pombal com a insígnia da Ordem de Cristo.

Na sequência do terramoto ficou só menos de dois anos mais como Secretário de Estado dos Negócios Estrangeiros e da Guerra. O rei D. José I deu ao seu primeiro-ministro poderes acrescidos, tornando-o numa espécie de ditador, e fê-lo Conselheiro de Estado e Comendador de Santa Marinha da Mata de Lobos e de São Miguel das Três Minas, ambas na Ordem de Cristo. À medida que o seu poder cresceu, os seus inimigos aumentaram e as disputas com a alta nobreza tornaram-se frequentes.

### O atentado
Em setembro de 1758, a carruagem do rei foi alvejada quando esse voltava da casa de sua amante, D. Teresa de Lorena e Távora, a esposa do 4.º Marquês de Távora. Esta, além de irmã e nora de D. Francisco de Assis de Távora, 2.º Marquês de Távora, era cunhada e nora de sua esposa a famosa D. Leonor Tomásia de Távora, grande opositora do Marquês de Pombal. O monarca foi ferido e a rainha assumiu como regente. As investigações, durante o mês de dezembro, acusaram membros da alta nobreza, os quais foram imediatamente presos; entre eles integrantes da família dos Távoras (o número total de prisioneiros chegou a mais de mil, a maioria dos quais jamais foi julgada formalmente). As confissões dos réus foram obtidas sob tortura, sendo igualmente torturadas as próprias testemunhas de acusação. Em 12 de janeiro de 1759, José de Mascarenhas da Silva e Lencastre, então Duque de Aveiro, e diversos membros da família dos Távoras foram condenados à morte, sendo, no dia seguinte, barbaramente torturados e executados num patíbulo público em Belém, na presença do rei e da corte.

### Consequências

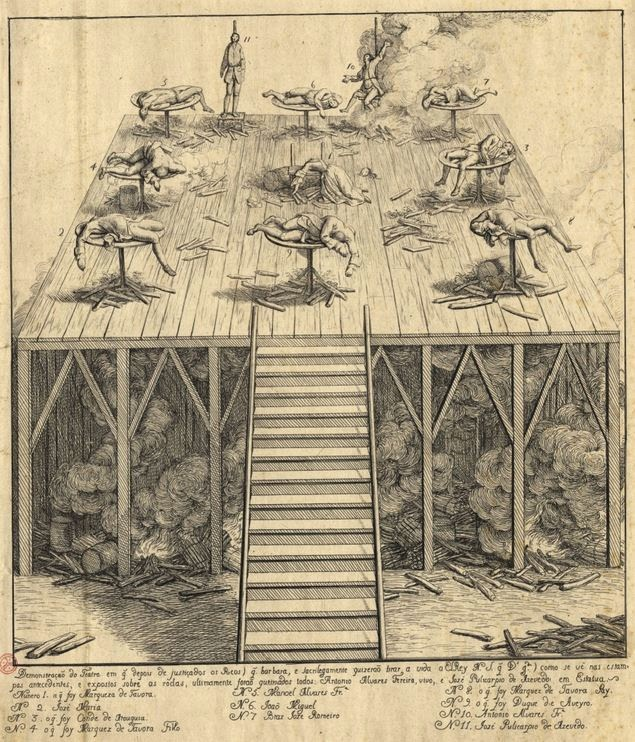
A execução dos Távoras, conforme estampa da época (1759-60).

Sebastião de Melo não mostrou qualquer misericórdia, tendo perseguido cada um dos alegadamente envolvidos.
Com este golpe final, o poder da nobreza foi decisivamente contrariado, marcando uma vitória sobre os seus inimigos, aqueles que tinham força para se oporem a si e ao rei. Pela sua ação rápida, D. José I atribuiu ao seu leal ministro o título de Senhor Donatário das vilas de Oeiras e seu termo e de Pombal, com o título de Conde de Oeiras, em 1759.
Depois da execução dos Távoras, a perseguição à nobreza nunca mais parou. Quando o déspota Pombal abandonou o poder, foram libertados cerca de oitocentos presos políticos, mas entretanto cerca de dois mil e quatrocentos tinham morrido nas prisões.
A 3 de Setembro 1759, um ano depois da tentativa de regicídio a D. José, expulsou os jesuítas da metrópole e das colónias, confiscando seus bens, sob a alegação de que a Companhia de Jesus agia como um poder autónomo dentro do Estado português e as suas ligações internacionais eram um entrave ao fortalecimento do poder régio. Os jesuítas tinham também sido considerados implicados no atentado ao Rei.
No seguimento do caso Távora, o novo Conde de Oeiras não conheceu qualquer nova oposição. Adquirindo o título de Marquês de Pombal em 1770, teve quase exclusivamente o poder de governar Portugal até à morte de D. José I em 1777.

## O Forte da Junqueira e a Repressão Política
O período de governação de Sebastião José de Carvalho e Melo representa um momento de profunda transformação na estrutura do Estado português. A sua ascensão e consolidação de poder foram implementadas através de uma doutrina de Razão de Estado que justificava a subjugação implacável de quaisquer focos de poder que pudessem rivalizar com a autoridade da Coroa. Neste contexto, as prisões de Estado, e em particular o Forte da Junqueira, não foram um excesso ou uma anomalia, mas sim um instrumento político calculado e essencial para a sua agenda. Originalmente concebido no século XVII como parte do sistema de fortificações para a defesa marítima de Lisboa, o Forte de São João da Junqueira viu a sua função radicalmente alterada durante o reinado de D. José I, quando foi convertido em prisão de Estado. Sob a direção de Carvalho e Melo, este bastião militar foi projetado exclusivamente para albergar e humilhar a alta aristocracia e o clero que se opunham ao seu regime. A sua "honra" residia na exclusividade dos seus prisioneiros, o que a tornava um perfeito exemplo do regime absolutista pombalino: uma prisão para a elite, mas não menos cruel nas suas condições. A tentativa de regicídio contra D. José I em 1758, conhecida como o Processo dos Távoras, forneceu a Pombal o pretexto para enquadrar os seus opositores políticos — as mais altas famílias da nobreza e os jesuítas — como conspiradores culpados do crime de lesa-majestade, justificando uma purga brutal.

### Vidas Cativas: Prisioneiros Notáveis da Junqueira
As muralhas do Forte da Junqueira albergaram algumas das mais proeminentes figuras da sociedade portuguesa do século XVIII. O seu encarceramento ilustra a abrangência da repressão pombalina, que visou tanto a antiga nobreza e o clero como o capital intelectual da nação. 

#### D. João de Almeida Portugal, 2º Marquês de Alorna: O Cronista do Cativeiro
Preso entre 1758 e 1777, a longa detenção de quase 19 anos de D. João de Almeida Portugal tornou-o numa das mais célebres vítimas da Junqueira. As suas memórias, intituladas As Prisões da Junqueira durante o ministério do marquês de Pombal, constituem a principal fonte primária sobre a vida no interior do cárcere. Escrita durante o cativeiro, a sua obra é um testemunho direto das condições desumanas e da degradação sistemática infligida aos prisioneiros. O Marquês de Alorna foi preso por suspeita de envolvimento no Processo dos Távoras, devido aos seus laços familiares, mas nunca chegou a ser formalmente acusado de qualquer crime.

#### Outras Vítimas da Nobreza e do Clero
A lista de prisioneiros da Junqueira confirma a natureza seletiva da repressão, focada na elite. Entre os detidos estava O Marquesito, filho do Duque de Aveiro, que foi preso após o atentado de 1758 e só libertado em 1777, após a morte de D. José I. A sua presença demonstra a crueldade do regime, cuja vingança se estendia aos filhos dos seus inimigos. Entre os encarcerados, membros da elite aristocrata, contava-se o Superintendente da Real Fundição da Artilharia ao serviço de Sua Majestade, o engenheiro Bento de Moura Portugal FRS, um cientista iluminista de renome internacional e, cuja detenção exemplifica a autoridade autocrática do sistema: nenhuma das acusações iniciais que levaram à sua prisão foi julgada ou provada, morre sem acusação formada, sendo a sua permanência no cativeiro justificada pela acusação de crime de lesa-majestade, que neste contexto se traduzia numa punição pela sua percebida relação de parentesco e convivência com famílias caídas em desgraça.  Outros exemplos da elite que preenchia as celas da Junqueira, feita das mais ilustres famílias do reino, como os Óbidos e os São Lourenço. A presença de figuras do clero, como o padre jesuíta Gabriel Malagrida, que esteve ali detido antes de ser entregue à Inquisição, e João de Matos, evidencia que a Junqueira era o nexo onde os dois grandes inimigos do regime — a alta nobreza e a Companhia de Jesus — se encontravam. 

### Legado e Memória
A morte do rei D. José I, em 1777, e a subsequente ascensão de D. Maria I marcaram o fim do poder de Pombal. Um dos primeiros atos do novo reinado foi a libertação dos prisioneiros de Estado, vista como a comprovação da sua inocência e uma condenação dos métodos despóticos de Pombal. O próprio Marquês viria a enfrentar um processo judicial, no qual foi responsabilizado pelos encarceramentos que ordenara. Embora demolido em 1939 para dar lugar à Exposição do Mundo Português, o Forte da Junqueira permanece como um poderoso símbolo do absolutismo pombalino, representando a face mais sombria de um regime complexo e contraditório.

## O Julgamento, o Peculato e o Enriquecimento Ilícito
A morte do rei D. José I, a 24 de fevereiro de 1777, marca o fim abrupto do poder absoluto de Sebastião José de Carvalho e Melo. O trono é ocupado pela sua filha e o marido. O novo casal real lidera a reação antipombalina; D. Maria I nutre uma profunda animosidade pelas políticas do antigo regime, sentimento partilhado pelo seu marido e rei consorte D. Pedro III, irmão do anterior monarca, que embora geralmente afastado dos assuntos de Estado, assume um papel ativo na reabilitação dos nobres perseguidos por Pombal. A demissão do Secretário de Estado dos Negócios Interiores do Reino ocorre poucos dias após a subida ao trono da nova Rainha.
Este evento dá início ao período que politicamente fica conhecido como "Viradeira", uma reação que, através de vários conjuntos de medidas, procura reverter parte das políticas lesivas ao Império, executadas pelo anterior regime. Uma das primeiras e mais simbólicas ações da rainha, contribuindo para a sua imagem de soberana clemente e devota, e que lhe vale o cognome de A Piedosa, é a libertação de centenas de presos políticos e o encerramento de locais de detenção como o Forte de São João da Junqueira.

##### O Processo Judicial e a Sentença
Afastado do poder e exilado nas suas propriedades, Sebastião torna-se alvo da fúria da nação que lesara. Em 1779, a rainha dá início a uma devassa (inquérito judicial) para apurar as responsabilidades do antigo Secretário de Estado. As acusações são vastas, incluindo abuso de poder, ilegalidades e crueldade no processo dos Távora, e, de forma proeminente, por prejuízo dos interesses do império em beneficio próprio, por peculato e enriquecimento ilícito.
Durante os interrogatórios, a defesa de Pombal é parca: argumenta ter agido sempre sob ordens diretas ou com o consentimento do falecido rei D. José I, uma estratégia que coloca a Coroa numa posição delicada, pois condenar o antigo governo seria manchar a memória do monarca anterior.
A 16 de janeiro de 1781, é proferida a sentença. O tribunal dá como provadas todas as acusações, e o déspota é considerado culpado, "réu e merecedor de exemplar castigo". Esta condenação implica a aplicação de severas "penas corporais", que para um crimes como estes era sinónimo de pena capital e cassação de todos os títulos e honras . Contudo, a sentença final não é executada. Num ato de clemência que contrasta com a inflexibilidade demonstrada pelo próprio antigo Secretário de Estado durante o seu governo autocrata, a rainha D. Maria I comuta a pena. No decreto da sentença, S.M. a Rainha justifica a sua decisão atendendo à "decrépita idade" e às "graves moléstias" do culpado, e porque este lhe pedira perdão, afirmando lembrar-se "mais da clemência do que da justiça". Assim, a pena do réu é comutada em "desterro perpétuo, com a ordem de se manter a uma distância de vinte léguas da corte".

##### O Confisco de Bens e o Enriquecimento Pessoal
Uma das acusações mais persistentes contra Pombal é a de ter beneficiado pessoalmente do confisco dos bens da alta nobreza. Após a execução das casas de Távora, Aveiro e Atouguia em 1759, o vasto património destes é confiscado pela Coroa, conforme ditam as Ordenações Filipinas para o crime de lesa-majestade.
Estes bens, juntamente com os dos restantes presos políticos da Junqueira e os da expulsa Companhia de Jesus, são administrados por um fundo especial, o Cofre da Inconfidência, que fica sob o controlo direto de Pombal. Embora a maior parte do património seja integrada no Estado ou leiloado, existem provas documentais de apropriação ilícita direta, como é o caso do Morgado de Carvalho, um valioso conjunto de propriedades pertencente ao executado Conde de Atouguia, é formalmente transferido para Sebastião José de Carvalho e Melo por decreto régio, apenas 36 dias após a execução do seu anterior proprietário. A transferência é mais tarde perpetuada nos seus descendentes por uma carta régia de 1770.
Adicionalmente, a sua governação, frequentemente caracterizada como um exemplo do despotismo esclarecido, é marcada pela criação de companhias de comércio monopolistas. Segundo historiadores como Nuno Gonçalo Monteiro, estas companhias, embora apresentadas como um instrumento de modernização do Estado, são também usadas para o seu benefício pessoal. Pombal, como déspota que concentra em si todo o poder económico e político, terá usado a sua posição para não só direcionar os lucros destas empresas, mas também para valorizar artificialmente a produção das suas próprias terras, como os vinhos de Oeiras.

## Enaltecimento do regime, um exemplo para o Estado Novo
A figura complexa e controversa do Marquês de Pombal foi alvo de uma significativa reinterpretação e apropriação ideológica durante o século XX, especialmente durante o período do Estado Novo (1933-1974). O regime liderado por António de Oliveira Salazar, em busca de legitimação histórica para o seu projeto autoritário e nacionalista, encontrou em Pombal um símbolo precursor e um modelo de estadista.
A propaganda e a historiografia do regime enfatizaram seletivamente as características de Pombal que se alinhavam com a sua ideologia. Era apresentado como um patriota visionário que subjugou os interesses particulares, como os da alta nobreza (no Processo dos Távoras) e do clero (com a expulsão da Companhia de Jesus), em nome de um Estado forte, centralizado e soberano. Esta narrativa servia de espelho à própria luta do Estado Novo contra os seus opositores, vistos como "inimigos da Nação".
A reconstrução da Baixa de Lisboa após o Terramoto de 1755 foi particularmente exaltada, sendo apresentada como um triunfo da ordem, do planeamento e da vontade de um líder forte perante a adversidade. Esta imagem de "regeneração nacional" pela mão de um governante autoritário era uma metáfora poderosa para a missão que Salazar reclamava para si mesmo.
Num ato de profundo simbolismo histórico e revisionismo, o Estado Novo ordenou a demolição, por volta de 1940, do Forte de São João da Junqueira. Este local, conhecido como as "prisões da Junqueira", fora um dos mais temidos cárceres do Marquês, onde estiveram detidos muitos dos seus opositores, incluindo os Távoras. O espaço foi demolido para dar lugar à Exposição do Mundo Português, um dos maiores eventos de propaganda do regime, apagando assim a memória física da repressão pombalina para celebrar um nacionalismo que, ironicamente, se inspirava na sua figura autoritária.
Historiadores como Nuno Gonçalo Monteiro apontam que esta visão omite deliberadamente a brutalidade, a censura e a repressão que caracterizaram o governo pombalino, focando-se apenas nos seus feitos modernizadores. Desta forma, o Estado Novo reabilitou e transformou a imagem de Pombal, convertendo o déspota esclarecido do século XVIII num herói nacionalista que servia de justificação histórica para o regime autoritário do século XX.

## Reformas

### Reformas no aparelho de Estado
Marquês de Pombal introduziu importantes mudanças no aparelho de Estado português.
O cerne de suas reformas no campo político era o de fortalecer a figura do rei, inspirado no absolutismo esclarecido de Luís XIV (Rei da França entre 1643 e 1715), e para isso procurou: fortalecer o mercantilismo e, por outro lado, enfraquecer a nobreza e o clero (regalismo).
Nesse contexto, foram criadas compilações de direito civil, que substituíram o direito canónico, que representaram o primeiro passo para a afirmação de Pombal enquanto estadista e do estado como entidade superior e autónoma face ao resto da sociedade, inclusive até à própria Igreja Católica. De facto, o estado português pronunciou-se várias vezes em desacordo com a Santa Sé, estabelecendo-se corte de relações diplomáticas até à morte de D. José e posterior subida ao trono de D. Maria I.
Introduziu em Portugal a censura de livros e publicações de carácter político, instituindo a Real Mesa Censória (1768), instrumento de defesa da teoria do direito divino dos reis e de perseguição à teoria do pacto de sujeição do rei à soberania da comunidade (defendida pelos jesuítas).
Pombal fez florescer um novo conceito na História portuguesa, o chamado pombalismo. O pombalismo era uma doutrina política segundo a qual, toda a governação vai no sentido de racionalizar o estado e de Portugal superar atrasos vários na sua economia.

### Reformas económicas

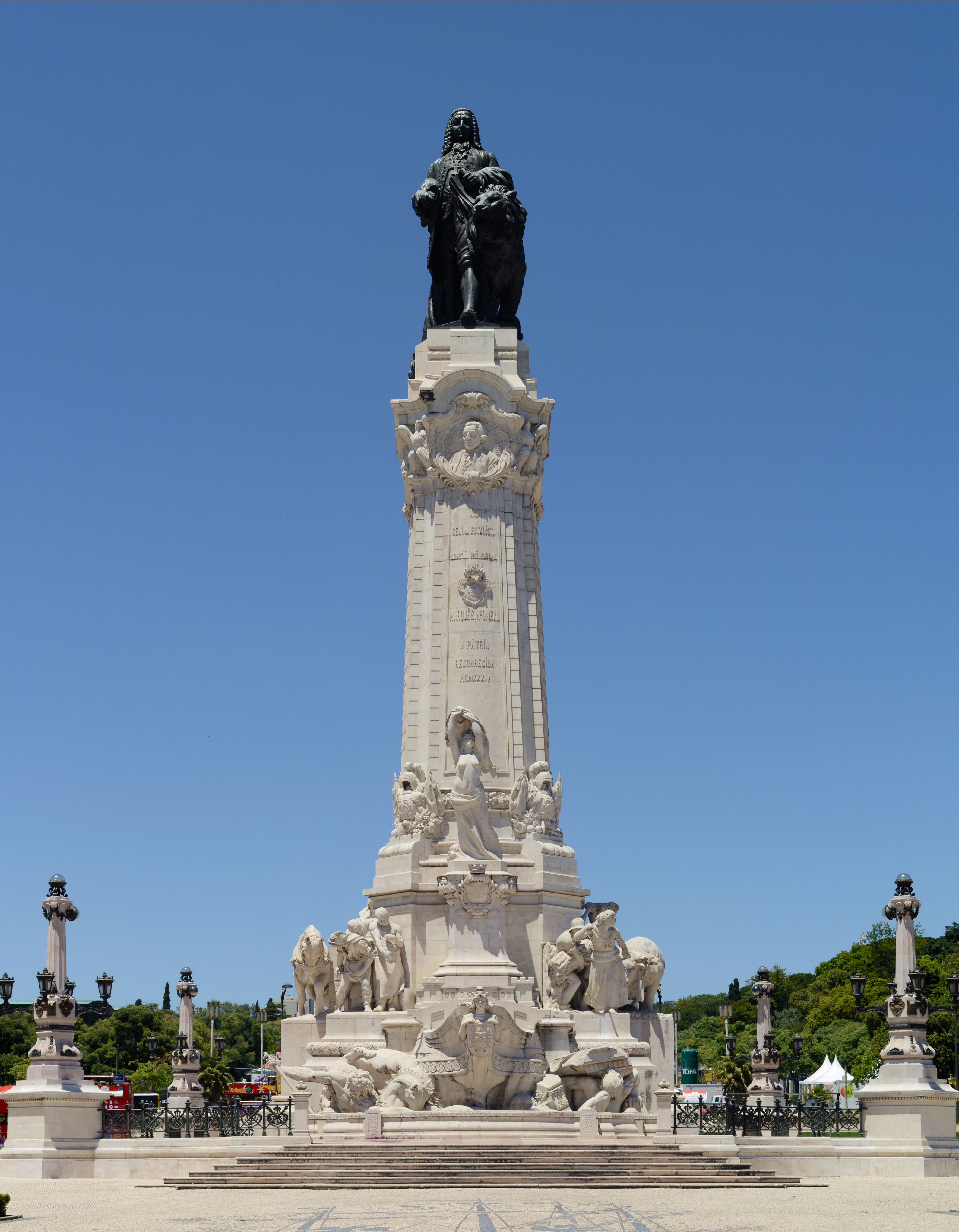
Monumento ao Marquês de Pombal, na praça de mesmo nome, em Lisboa.

Apesar dos problemas, Sebastião de Melo levou a cabo um ambicioso programa de reformas. Entre outras realizações, o seu governo procurou incrementar a produção nacional em relação à concorrência estrangeira, desenvolver o comércio colonial e incentivar o desenvolvimento das manufacturas.
Dentre os objectivos das reformas económicas de Pombal, estava o de aumentar a arrecadação fiscal, e, nesse contexto, as dificuldades para combater o descaminho praticado por pequenos comerciantes, foi uma das causas da criação de monopólios.
Portanto, não hesitou em impor monopólios esmagando a concorrência interna. Assim, em 1753 foi fundada a Companhia do Comércio da Ásia Portuguesa (de efémera duração) e, em 1756, a Companhia para a Agricultura das Vinhas do Alto Douro, à qual o ministro concedeu isenção de impostos no comércio e nas exportações, estabelecendo assim a primeira região demarcada de produção vinícola no mundo, colocando-se os célebres marcos pombalinos nas delimitações da região. Em 1773, surgia a Companhia Geral das Reais Pescarias do Reino do Algarve, destinada a controlar a pesca no sul de Portugal.
Ao mesmo tempo, o marquês criou estímulos fiscais para a instalação de pequenas manufacturas voltadas para o mercado interno português, do qual também faziam parte as colónias. Essa política proteccionista englobava medidas que favoreciam a importação de matérias-primas e encareciam os produtos importados similares aos de fabricação portuguesa. Como resultado, surgiram no reino centenas de pequenas manufacturas produtoras dos mais diversos bens.
O ministro fundou também o Banco Real em 1751 e estabeleceu uma nova estrutura para administrar a cobrança dos impostos, centralizada pela Real Fazenda de Lisboa, sob seu controle direto.
De uma maneira geral e de acordo com a mentalidade iluminista, mostrava considerar o desenvolvimento económico e o exercício absoluto do poder como dois aspectos da mesma realidade: é difícil dizer se, para Pombal, o poder servia o desenvolvimento ou o desenvolvimento afirmava o poder.

### Reformas religiosas
A acção reformadora de Pombal estendeu-se ainda ao âmbito da política religiosa. Também neste campo, o Primeiro-Ministro empenhou-se no fortalecimento do absolutismo régio e no combate a sectores e instituições que poderiam enfraquecê-lo.
- A 3 de setembro de 1759, curiosamente passado um ano depois da tentativa de regicídio a D. José, expulsou os jesuítas da metrópole e das colónias, confiscando os seus bens, sob a alegação de que a Companhia de Jesus agia como um poder autónomo dentro do Estado português;
- Nomeou seu irmão, Paulo António de Carvalho e Mendonça, Presidente do Conselho do Santo Ofício (Inquisição). Assim apesar de a Inquisição não ter sido oficialmente desmantelada, ela sofreu com o governo de Pombal um profundo abalo na sua autonomia, sendo usada como instrumento de poder político do Marquês, com a criação de medidas que a levaram à progressiva subordinação à autoridade real; dela se serviu Pombal, ele próprio um "familiar" da Inquisição,[54] para executar o Padre Malagrida, por heresia, em 1761.[55]
O Tribunal do Santo Ofício passava a ser pouco mais que uma agência governamental: em 1 de outubro de 1774, publicou um decreto que fazia os veredictos do Santo Ofício dependerem de sanção real. [carece de fontes?] Continuaram a ser realizados autos de fé — sessenta e um no período de 1750 a 1773, com o julgamento de mais de dois mil indivíduos.[56]
- Em 5 de outubro de 1768 obrigou por decreto a "primeira nobreza da corte" (principais titulares do reino de Portugal, na altura chamados de "puritanos", i.e., aqueles que em prol da limpeza de sangue praticavam uma estricta endogamia, de maneira a evitar que nas suas linhagens entrasse "mancha de nação impura" — judeus ou mouriscos) a casar fora do seu grupo social ou com linhagens com menores garantias de pureza;
- Em 25 de maio de 1773 fez promulgar uma lei que extinguia as diferenças entre cristãos-velhos (católicos sem suspeitas de antepassados judeus) e cristãos-novos, tornando inválidos todos os anteriores decretos e leis que discriminavam os cristão-novos e impunham critérios de "limpeza de sangue".

Passou a ser proibido usar a palavra "cristão-novo", quer por escrito quer oralmente. As penas eram pesadas: para o povo — chicoteamento em praça pública e exílio em Angola; para os nobres — perda de títulos, cargos, pensões ou condecorações; para o clero — expulsão de Portugal.

### Reformas na educação

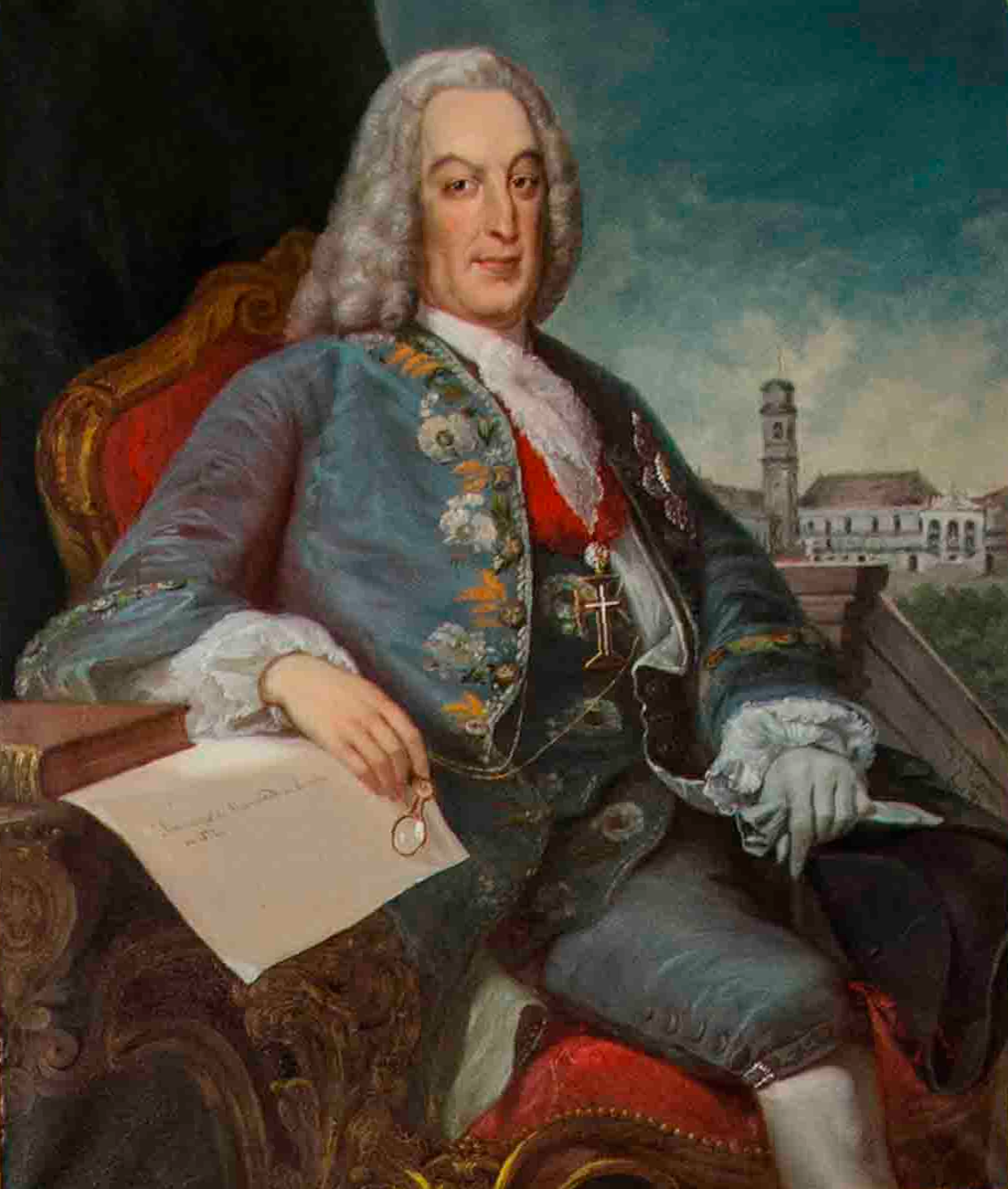
Marquês de Pombal, Universidade de Coimbra.

A educação em Portugal até então vinha sendo dominada quase que em exclusivo pela Companhia de Jesus e outras congregações. Em 1759, com a reforma Pombalina os jesuítas foram expulsos de todo o território português, e Pombal fez publicar um alvará, que seria a solução para a situação em que se encontrava a educação em Portugal.
A expulsão dos jesuítas representou um desastre sem igual na educação em Portugal. Os jesuítas forneciam educação gratuita a perto de 20 mil alunos, tendo praticamente o monopólio da educação não superior. Portugal só voltará a ter este número de alunos no início do século XX, quando a população é o dobro da daquela época.
Pombal, criou pela primeira vez o cargo de Director Geral dos Estudos, dentro do sistema da Aulas Régias, que tem como função vigiar o progresso dos estudos e elaborar um relatório anual da situação do ensino.
A censura esteve em grande destaque durante a governação de Pombal, expressa pela destruição e proibição de livros de autores como Diderot, Rousseau, Voltaire, La Fontaine, que eram tidos como "corruptores da Religião e da Moral" (CARVALHO 2001:468 Referência insuficiente) e de conteúdo "ofensivo da paz e sossego público".
Pombal introduziu importantes mudanças no sistema de ensino (superior) do reino e das colónias — que até essa época estava sob a responsabilidade da Igreja -, passando-o ao controle do Estado. A Universidade de Évora, por exemplo, que havia sido fundada no século XVI pelo cardeal D. Henrique, pertencente aos jesuítas, foi extinta, e a Universidade de Coimbra sofreu profunda reforma, sendo modernizada. Devido à expulsão dos jesuítas e consequente fim das suas escolas o número de alunos que chega à universidade baixa enormemente nos tempos do Marquês de Pombal, de 3 mil na universidade de Coimbra mais 1,5 mil na universidade de Évora em poucos anos a universidade sobrante, a de Coimbra fica apenas com 500 alunos.
Foi criada ainda a Aula do Comércio, implementada em Lisboa em 1759, primeiro estabelecimento de ensino oficial no mundo a ensinar a Contabilidade de uma forma técnico-profissional.
Em dezembro de 1770 foi criada a Junta de Previdência Literária, que tinha como objectivo apurar das causas da decadência da Universidade de Coimbra. Menos de um ano depois, a Junta apresentava as conclusões e os responsáveis: os jesuítas.

## O Marquês de Pombal e o Brasil

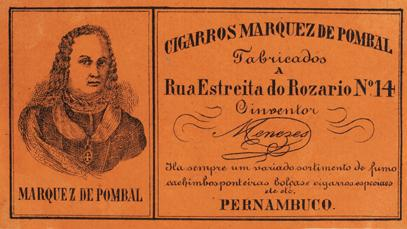
Litografia do Marquês de Pombal em rótulo de cigarro.

Existe dissonância entre a percepção do Marquês entre alguns sectores do ensino básico em Portugal e alguns brasileiros, principalmente da região sul — que o veem como um tirano e opressor.
Na visão do governo português, a administração da colónia devia ter sempre como meta a geração de riquezas para a metrópole. Esse princípio não mudou sob a administração do Marquês. O regime de monopólio comercial, por exemplo, não só se manteve, como foi acentuado para se obter maior eficiência na administração colonial. A descoberta do ouro no Brasil é associada ao surgimento da economia paralela em Portugal, a partir do início das actividades contrabandistas promovidas na sequência do Ciclo do ouro.
Em 1755 e 1759, foram criadas, respectivamente, a Companhia Geral de Comércio do Grão-Pará e Maranhão e a Companhia Geral de Comércio de Pernambuco e Paraíba, empresas monopolistas destinadas a dinamizar as actividades económicas no Norte e Nordeste da colónia. Esta não deve ser confundida com a Companhia de Comércio do Maranhão, criada em 1682, e associada à Revolta de Beckman — contra os preços abusivamente altos praticados pela Companhia em todos os bens de consumo da população, e os preços baixos na compra dos géneros tropicais produzidos pelos mesmos colonos.
No entanto, na região mineira, instituiu a derrama em 1765, com a finalidade de obrigar os mineradores a pagarem os impostos atrasados. A derrama foi um dos factos que motivou depois a Inconfidência Mineira.
As maiores alterações, porém, ocorreram na esfera político-administrativa e na educação. Em 1759, o regime de capitanias hereditárias foi definitivamente extinto, com a sua incorporação aos domínios da Coroa portuguesa. Quatro anos depois, em 1763, a sede do governo-geral da colónia foi transferida de Salvador da Bahia para o Rio de Janeiro, cujo crescimento sinalizava o deslocamento do eixo económico do Nordeste para a região Centro-Sul.
Com a expulsão violenta dos jesuítas do império português, o Marquês determinou que a educação na colónia passasse a ser transmitida por leigos nas chamadas Aulas Régias. Até então, o ensino formal estivera a cargo da Igreja. O ministro regulamentou ainda o funcionamento das missões, afastando os padres de sua administração, e criou, em 1757, o Directório, órgão composto por homens de confiança do governo português, cuja função era gerir os antigos aldeamentos.

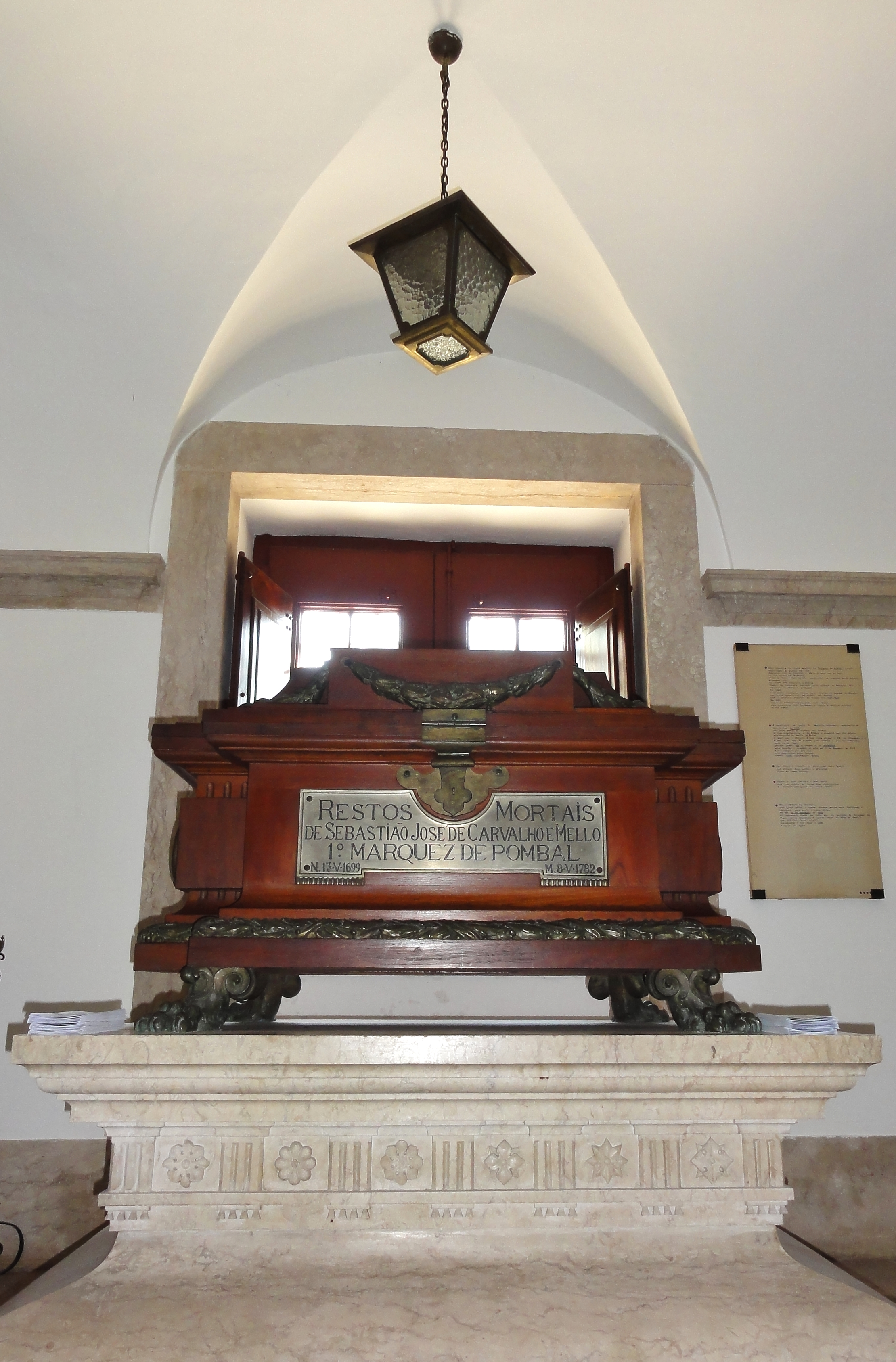
Túmulo do Marquês de Pombal, Igreja da Memória, Lisboa.

Complementando esse "pacote" de medidas, o marquês procurou dar maior uniformidade cultural à colónia, proibindo a utilização do Nheengatu, a língua geral (uma mistura das línguas nativas com o português, falada pelos bandeirantes) e tornando obrigatório o uso do idioma português. Alguns estudiosos da história afirmam que foi com esta medida que o Brasil deixou o rumo de ser um país bilingue.
Na região amazónica, utilizava-se a mão-de-obra indígena em quase tudo. Porém, ao contrário dos colonos, os jesuítas obtinham a cooperação voluntária dos índios. Assim, enquanto as missões prosperavam, as aldeias dos colonos enfrentavam numerosas dificuldades. A expulsão dos jesuítas levou à desagregação da economia colectora de drogas do sertão, causando uma longa fase de estagnação económica em várias regiões da Amazónia, superada apenas no final do século XIX com o surto da borracha.
No Vale Amazônico, Pombal empreendeu o levantamento cartográfico e demográfico das comunidades e vilas originárias, para se verificar a quantidade de indígenas aptos ao trabalho; introduziu sementes não-nativas e o fomento à indústria extrativa no Estado; a melhoria da técnica agrícola pelo uso de fertilizantes e ferramentas europeias; executou reformas no Porto do Pará, última via de escoamento das produções locais à Metrópole; e, por fim, dedicou-se à abertura de caminhos fluviais e estradas para a intensificação do comércio entre as capitanias do Norte.
Também estimulou a miscigenação com os indígenas no país, proibindo a escravização dos mesmos como uma das medidas, já que percebeu que a única forma de manter uma colónia tão grande sem perdê-la para outros países europeus era povoá-lo com súditos da coroa portuguesa.[carece de fontes?]
Ainda hoje, encontra-se uma estátua de mármore em tamanho natural do Marquês de Pombal na Santa Casa de Misericórdia da Bahia localizada no centro histórico de Salvador.
O autor brasileiro José Joaquim de Sousa Nunes viajou a Portugal para publicar em 1758 "Discursos Político-morais", dedicado ao Marquês de Pombal. Mas ao tomar conhecimento da obra, Pombal mandou queimar todas as edições impressas, pois não autorizara a dedicatória e não concordara com determinados conteúdos. Apenas três edições se salvaram, de propriedade do poeta Alberto de Oliveira, entregues à Biblioteca Nacional do Rio de Janeiro. A Academia Brasileira de Letras publicou uma nova edição em 1931.

## Outros aspetos críticos da sua governação

### Incêndios da Trafaria e de Monte Gordo
Para além de eventos já mencionados, outros factos deram uma luz diversa à sua imagem de déspota iluminado, tendo levado Camilo Castelo Branco, quase um século depois, a denominá-lo "Nero da Trafaria".
- Incêndio da Trafaria, um triste episódio em que a aldeia da Trafaria foi propositada e completamente incendiada, com o propósito de capturar refractários que aí se encontravam refugiados, tendo morrido muita gente, ou pelo fogo, ou pelas tropas de Pina Manique que cercavam as saídas.[61]
- Incêndio das cabanas de Monte Gordo, que ordenou, visando a transferência desses pescadores para Vila Real de Santo António, onde muitos que escaparam preferiram instalar-se depois em Espanha, em Higuerita (Isla Cristina).[62]
- Estímulo de denúncias anónimas, com pagamento aos denunciantes, através de títulos para poderem manter o anonimato. (Lei de 2 de Agosto de 1771, §31).[63]
- Em 1757, uma revolta popular contra a Companhia Geral de Agricultura dos Vinhos do Alto Douro, que subira o preço dos vinhos nas tabernas de que tinha o monopólio, foi ferozmente reprimida pelo Marquês. Nas suas palavras, "a toda a nação portuguesa causa horror o menor movimento que possa parecer de infidelidade ao seu soberano". Assim sendo, o Porto foi ocupado por milhares de militares, processos mais que sumários foram efetuados e cerca de trinta populares enforcados, entre eles várias mulheres.[64] As forcas com os seus cadáveres foram colocadas em vários locais da cidade, e mais tarde, as cabeças dos executados seriam espetadas em paus à entrada da cidade.[65]

### Guerra Fantástica
A Guerra Fantástica enquadrou-se na Guerra dos Sete Anos, e onde Portugal, aliado de Inglaterra, defrontou uma invasão da Espanha, aliada de França. Em 1754 a política do Marquês tinha dispensado metade dos efectivos militares, e o exército mal equipado, foi ineficaz para parar uma invasão espanhola, que chegou a tomar Miranda do Douro, o Castelo de Segura e depois outras cidades como Bragança e Chaves, ameaçando chegar a Lisboa. Ainda foi pedida ajuda ao Conde de Lippe para reorganizar o exército para uma defesa de Lisboa, mas a invasão acabou por não ocorrer devido a negociações de paz. A Colónia do Sacramento foi tomada, e isso determinou depois o fim da presença portuguesa no Uruguai, após longas disputas e negociações que terminaram no Tratado de Santo Ildefonso (1777) formalmente assinado já pela recém empossada D. Maria I.

## Declínio e morte
Em 24 de fevereiro de 1777, com a morte de Dom José I, assumem o trono Dona Maria I, a Pia, e o seu marido D. Pedro III, que detestavam o Marquês. D. Maria I teria alegadamente sofrido de ataques de raiva apenas ao ouvir o nome do antigo primeiro-ministro de seu pai.
O poderio do Marquês era enorme, contudo sempre dependeu do apoio do rei. Assim que este faleceu, a Rainha, que nunca perdoou a impiedade mostrada para com a família Távora retirou-lhe todos os cargos. Mais ordenou que o Marquês se resguardasse sempre a uma distância de pelo menos 32 quilómetros dela. Se a Rainha passasse em viagem por uma das suas propriedades, o Marquês era obrigado por decreto a afastar-se de casa. 
A destituição de Pombal foi motivo de muita alegria e desordem nas ruas. O Marquês refugiou-se primeiro em Oeiras e depois na sua propriedade perto de Pombal. A multidão tentou incendiar a sua casa de Lisboa, que teve de ser protegida pela tropa. Quase todos os seus antigos aliados o abandonaram.
Pombal tinha acumulado muitos inimigos: boa parte da nobreza portuguesa, e uma grande parte do clero, não gostaram de suas reformas porque tiveram seu poder e privilégios reduzidos, e também havia o caso dos Távoras. Maria I, que passou à história como D. Maria I, A Pia, odiava-o. Quando o rei José morreu e a rainha subiu ao trono, em 1777, o marquês foi afastado do governo e condenado ao ostracismo, acusado de corrupção.
A rainha, em Agosto de 1781, fez publicar um decreto que declarava Pombal "réu e merecedor de um exemplar castigo" mas, lembrando-se "mais da clemência do que da justiça", e porque o Marquês lhe pedira "perdão, detestando o temerário excesso que cometera" revogou "as penas corporais que lhe deviam ser impostas", em atenção ao estado de saúde do Marquês, confirmando apenas o desterro.
O Marquês de Pombal morreu pacificamente na sua propriedade em 8 de Maio de 1782. Os seus últimos dias de vida foram vividos em Pombal e na Quinta da Gramela, propriedade que herdara de seu tio, o arcipreste Paulo de Carvalho e Ataíde, em 1713.
Após a sua morte, na noite de 11 de maio de 1782, o seu cadáver foi conduzido num coche puxado por três parelhas para a igreja do convento de Santo António da vila de Pombal. A sua esposa, D. Leonor Ernestina de Daun, faleceu sete anos depois, em 3 de janeiro de 1789, aos 67 anos, sendo sepultada no jazigo da família, na Igreja Paroquial de Nossa Sr.ª das Mercês, em Lisboa.
Com o advento das invasões francesas a sua sepultura foi profanada pelos soldados do marechal André Masséna, sendo retirado das suas ossadas, o traje, e a espada. Em 1856/7, o Marechal Saldanha, seu neto por via materna, trasladou para Lisboa os restos mortais, que foram depositados na ermida das Mercês, onde o Marquês de Pombal fora batizado e, inclusive, pertencia à irmandade. Em 1923, passaram definitivamente os restos mortais para a Igreja da Memória, Lisboa, onde se encontram até ao presente.
Foi homenageado com uma estátua numa das mais importantes praças de Lisboa, que tem o seu nome, inaugurada a 13 de maio de 1934 pelo ministro das obras públicas Duarte Pacheco, mas sem a presença quer do primeiro-Ministro Oliveira Salazar quer do Presidente da República Óscar Carmona. Marquês de Pombal é também o nome da estação de metropolitano mais movimentada de Lisboa.